# Farm Aid
Farm Aid es un concierto benéfico anual organizado desde 1985 para recaudar fondos para granjeros de Estados Unidos. El concepto surgió tras el comentario de Bob Dylan en el concierto Live Aid a comienzos de 1985, según el cual «esperaba que parte del dinero pudiese ser destinado a granjeros americanos en peligro de perder sus granjas por deudas hipotecarias.
El primer concierto se organizó en el Memorial Stadium, un estadio de fútbol americano ubicado en el campus deportivo de la Universidad de Illinois, el 25 de septiembre ante unos 80 000 asistentes. El concierto contó con la participación de Bob Dylan, Billy Joel, B.B. King y Roy Orbison, entre otros, y recaudó en torno a 9 millones de dólares para las familias agrícolas americanas.
Tras el concierto, Nelson y Mellencamp consiguieron llevar ante el Congreso de Estados Unidos el testimonio de varias familias granjeras sobre el estado de la agricultura en el país, logrando que se aprobase la Ley de Crédito Agrícola en 1987 para ayudar a las familias ante una posible ejecución hipotecaria.
En la actualidad, Farm Aid es una institución que trabaja para concienciar sobre la importancia de la agricultura y organiza conciertos anuales de country, blues y rock, con un alto número de participantes. La organización cuenta con un fondo de emergencia para granjeros que pierden sus cosechas y pertenencias ante desastres naturales, tales como el Huracán Katrina y la oleada de tornados en abril de 2011. Los fondos recaudados se utilizan para pagar los gastos de los agricultores y proporcionar alimentos, ayuda legal y financiera, y asistencia psicológica.

## Directores

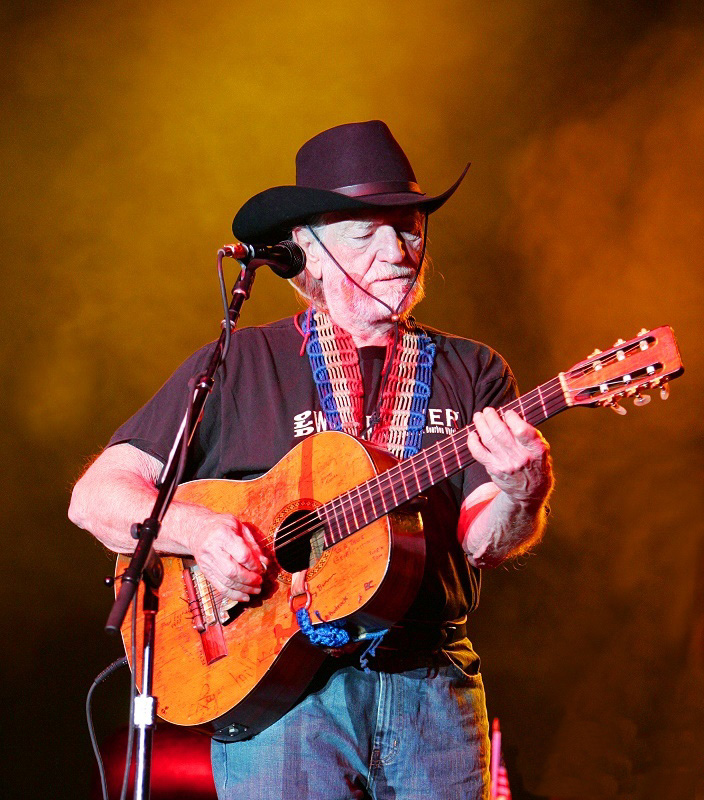
Willie Nelson
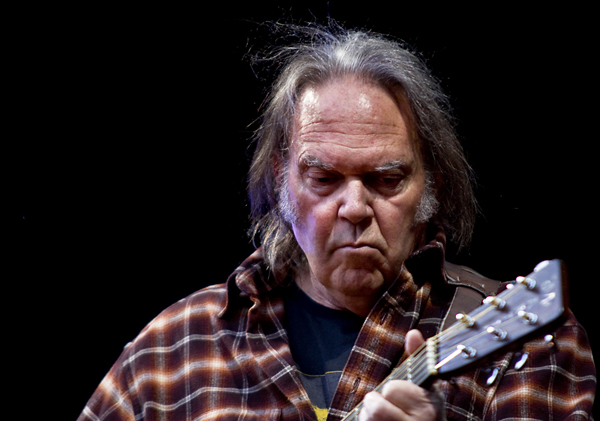
Neil Young
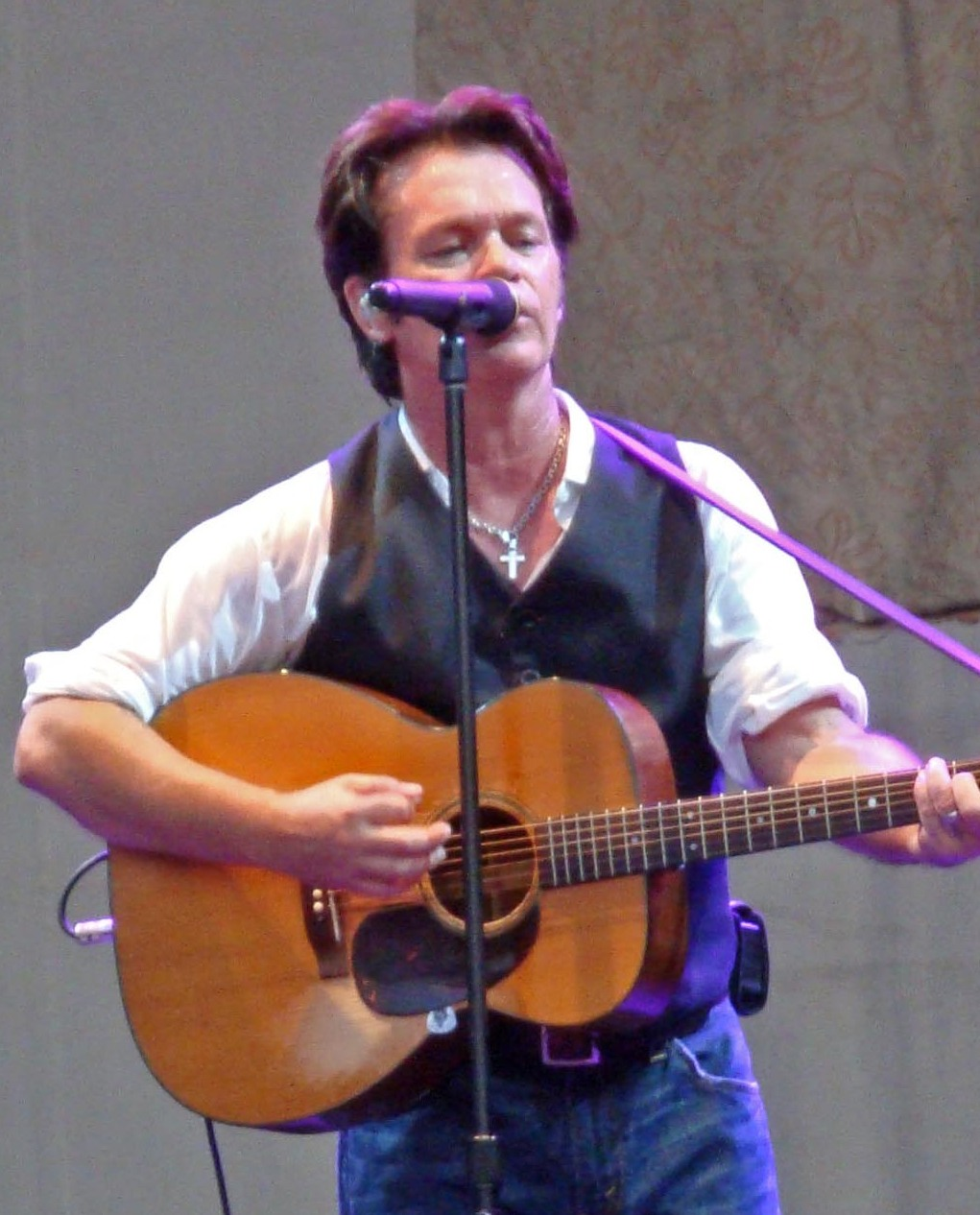
John Mellencamp
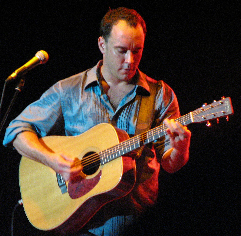
Dave Matthews

## Ediciones
| Farm Aid                             | Fecha                    | Ciudad (Estado)              | Escenario                        | Cartel |
| Farm Aid                             | 22 de septiembre de 1985 | Champaign (Illinois)         | Memorial Stadium                 | Alabama, Hoyt Axton, The Beach Boys, The Blasters, Bon Jovi, Glen Campbell, Johnny Cash, David Allan Coe, John Conlee, Charlie Daniels, John Denver, Bob Dylan, John Fogerty, Foreigner (Banda), Vince Gill, Arlo Guthrie, Sammy Hagar, Merle Haggard, Daryl Hall, Emmylou Harris, Don Henley, Waylon Jennings, Billy Joel, Randy Newman, George Jones, Rickie Lee Jones, B. B. King, Carole King, Kris Kristofferson, Huey Lewis, Loretta Lynn, John Mellencamp, Roger Miller, Joni Mitchell, Nitty Gritty Dirt Band, Willie Nelson, Roy Orbison, Tom Petty and the Heartbreakers, Charley Pride, Bonnie Raitt, Lou Reed, Kenny Rogers, Brian Setzer, Sissy Spacek, Tanya Tucker, Van Halen, Debra Winger, Neil Young, Dave Milsap, Joe Ely, Judy Rodman, X |
| Farm Aid II                          | 4 de julio de 1986       | Manor (Texas)                | Manor Downs Racetrack            | Alabama, The Beach Boys, The Bellamy Brothers, The Blasters, Judy Collins, Rita Coolidge, Bob Dylan, Steve Earle, Joe Ely, Exile, The Fabulous Thunderbirds, Emmylou Harris, Julio Iglesias, Rick James, Jason & the Scorchers, Waylon Jennings, George Jones, Bon Jovi, Nicolette Larson, Los Lobos, John Mellencamp, Vince Neil, Willie Nelson, Tom Petty and the Heartbreakers, Steppenwolf, Taj Mahal, Stevie Ray Vaughan, Joe Walsh, Neil Young, X, The Unforgiven |
| Farm Aid III                         | 19 de septiembre de 1987 | Lincoln (Nebraska)           | Memorial Stadium                 | Alex Harvey, Emmylou Harris, Steppenwolf, Vince Gill, Lyle Lovett, John Denver, Lou Reed, John Mellencamp, Neil Young, Bandaloo Doctors, Joe Walsh, Willie Nelson, The Unforgiven, Dr. Starr |
| Farm Aid 1989                        | 1989                     | Varios                       | Varios                           | Willie Nelson |
| Farm Aid IV                          | 7 de abril de 1990       | Indianapolis (Indiana)       | Hoosier Dome                     | Bonnie Raitt, John Mellencamp, John Hiatt, Carl Perkins, Arlo Guthrie, Gorky Park, Garth Brooks, John Denver, Bill Monroe, Alan Jackson, Asleep at the Wheel, Jackson Browne, Bruce Hornsby, Poco, Elton John, Lou Reed, Don Henley, Taj Mahal, Crosby, Stills, Nash & Young, Neil Young, Willie Nelson, Guns N' Roses KT Oslin |
| Farm Aid V                           | 14 de marzo de 1992      | Irving (Texas)               | Texas Stadium                    | Arlo Guthrie, Kentucky Headhunters, Texas Tornadoes, Bandaloo Doctors, Bonnie Raitt, Little Village, Tracy Chapman, Lynyrd Skynyrd, Petra, Paul Simon, Mary Chapin Carpenter, The Highwaymen, Lorrie Morgan, Ricky Van Shelton, Willie Nelson, Neil Young, John Mellencamp |
| Farm Aid VI                          | 24 de abril de 1993      | Ames (Iowa)                  | Jack Trice Stadium               | Arlo Guthrie, The Jayhawks, Jann Arden, Lyle Lovett, Johnny Cash, Neil Young, Ricky Van Shelton, Willie Nelson, Kentucky Headhunters, Marty Stuart, Charlie Daniels Band, Martina McBride, Bruce Hornsby, Bryan Adams, Ringo Starr, Black 47, The Highwaymen, Dwight Yoakam |
| Farm Aid VII                         | 18 de septiembre de 1994 | New Orleans (Louisiana)      | Louisiana Superdome              | Neville Brothers, Spin Doctors, Gin Blossoms, John Conlee, Kris Kristofferson, Willie Nelson, Neil Young & Crazy Horse, Deana Carter, Shaver, Al Hirt, Pete Fountain, David Allen Coe, Titty Bingo |
| Farm Aid '95: 10th Anniversary       | 1 de octubre de 1995     | Louisville (Kentucky)        | Cardinal Stadium                 | Hootie and the Blowfish, Dave Matthews Band, BlackHawk, John Conlee, The Supersuckers, Steve Earle, Willie Nelson, John Mellencamp, Neil Young |
| Farm Aid '96                         | 12 de octubre de 1996    | Columbia (Carolina del Sur)  | Williams-Brice Stadium           | Hootie and the Blowfish, Marshall Chapman, Beach Boys, Son Volt, Robert Earl Keen, Martina McBride, John Conlee, Jewel, Willie Nelson, John Mellencamp, Neil Young |
| Farm Aid '97                         | 4 de octubre de 1997     | Tinley Park (Illinois)       | Tweeter Center                   | Willie Nelson, Neil Young, John Fogerty, Beck, Dave Matthews Band, Steve Earle, The V-Roys, Mary Cutrufello, The Allman Brothers Band |
| Farm Aid '98                         | 3 de octubre de 1998     | Tinley Park (Illinois)       | Tweeter Center Chicago           | Willie Nelson, Phish, Neil Young, John Mellencamp, Steve Earle, Del McCoury Band, Wilco |
| Farm Aid '99                         | 12 de septiembre de 1999 | Bristow (Virginia)           | Nissan Pavilion                  | Susan Tedeschi, Keb' Mo', Deana Carter, Barenaked Ladies, Dave Matthews Band, John Mellencamp, Willie Nelson, Neil Young |
| Farm Aid 2000                        | 17 de septiembre de 2000 | Bristow (Virginia)           | Nissan Pavilion                  | Crosby, Stills, Nash & Young, Arlo Guthrie, Sawyer Brown, Alan Jackson, Travis Tritt, North Mississippi Allstars, Barenaked Ladies, Tipper Gore, Willie Nelson |
| Farm Aid 2001: A Concert for America | 29 de septiembre de 2001 | Noblesville (Indiana)        | Verizon Wireless Music Center    | Willie Nelson, Neil Young, John Mellencamp, Dave Matthews, Doobie Brothers, Martina McBride |
| Farm Aid '02                         | 21 de septiembre de 2002 | Burgettstown (Pennsylvania)  | Post-Gazette Pavilion            | Willie Nelson, Neil Young, John Mellencamp, Dave Matthews, Keith Urban, Lee Ann Womack, Kid Rock, Gillian Welch, Duane Cahill, Kenny Wayne Shepherd, The Drive-By Truckers, Los Lonely Boys, Anthony Smith |
| Farm Aid '03                         | 7 de septiembre de 2003  | Columbus (Ohio)              | Germain Amphitheater             | Willie Nelson, John Mellencamp, Dave Matthews, Neil Young and Crazy Horse, Emmylou Harris, Hootie & the Blowfish, Los Lonely Boys, Sheryl Crow, Brooks & Dunn, Titty Bingo, Trick Pony, Billy Bob Thornton, Daniel Lanois |
| Farm Aid '04                         | 18 de septiembre de 2004 | Auburn (Washington)          | White River Amphitheater         | Willie Nelson, Neil Young, John Mellencamp, Dave Matthews, Lucinda Williams, Steve Earle, Jerry Lee Lewis, Trick Pony, Tony Coleman, Blue Merle, Tegan and Sara, Kate Voegele, Kitty Jerry, Marc Broussard |
| Farm Aid 2005: 20th Anniversary      | 18 de septiembre de 2005 | Tinley Park (Illinois)       | First Midwest Bank Amphitheatre  | Willie Nelson, John Mellencamp, Neil Young, Dave Matthews, Arlo Guthrie, Buddy Guy, Congressman Collin Peterson and the Second Amendments, Drew Davis Band, Elizabeth Rainey, Emmylou Harris, James McMurtry, Jimmy Sturr & His Orchestra, John Mayer, Kate Voegele, Kathleen Edwards, Kenny Chesney, Los Lonely Boys, Shannon Brown, Supersuckers, Susan Tedeschi, Widespread Panic, Wilco, Barack Obama |
| Farm Aid 2006                        | 30 de septiembre de 2006 | Camden (Nueva Yersey)        | Tweeter Center at the Waterfront | Willie Nelson, John Mellencamp, Neil Young, Dave Matthews, Jerry Lee Lewis with Roy Head, Los Lonely Boys, Arlo Guthrie, Gov't Mule, Steve Earle and Allison Moorer, Steel Pulse, Shelby Lynne, Nitty Gritty Dirt Band, Jimmy Sturr & his Orchestra, Pauline Reese, Danielle Evin |
| Farm Aid 2007: A Homegrown Festival  | 9 de septiembre de 2007  | Nueva York                   | Randall's Island                 | Willie Nelson, John Mellencamp, Neil Young and Dave Matthews with Merle Haggard, Ray Price, Billy Joe Shaver, Tim Reynolds, Gregg Allman, The Allman Brothers Band, Counting Crows, Matisyahu, Guster, The Derek Trucks Band, Warren Haynes, Supersuckers, The Ditty Bops, Montgomery Gentry, Jimmy Sturr, Danielle Evin, Jesse Lenat, Pauline Reese, Paula Nelson, Titty Bingo, 40 Points |
| Farm Aid 2008                        | 20 de septiembre de 2008 | Mansfield (Massachusetts)    | Comcast Center                   | Willie Nelson, John Mellencamp, Neil Young, Dave Matthews and Tim Reynolds with Jerry Lee Lewis, Kenny Chesney, The Pretenders, moe., Arlo Guthrie, Steve Earle, Nation Beat, Grace Potter and the Nocturnals, Jakob Dylan and The Gold Mountain Rebels, Danielle Evin, Jamey Johnson, Jesse Lenat, Will Dailey, One Flew South, The Elms |
| Farm Aid 2009                        | 4 de octubre de 2009     | Maryland Heights (Missouri)  | Verizon Wireless Amphitheater    | Willie Nelson, John Mellencamp, Neil Young, Dave Matthews and Tim Reynolds with Jamey Johnson, Jason Mraz, Phosphorescent, Wilco, Will Dailey. |
| Farm Aid 2010: 25th Anniversary      | 2 de octubre de 2010     | Milwaukee (Wisconsin)        | Miller Park                      | Willie Nelson, John Mellencamp, Dave Matthews & Tim Reynolds, Neil Young, Jeff Tweedy, Kenny Chesney, Jason Mraz, Norah Jones, Band of Horses, Amos Lee, Robert Francis, The BoDeans. |
| Farm Aid 2011                        | 13 de agosto de 2011     | Kansas City (Kansas)         | Livestrong Sporting Park         | Willie Nelson, John Mellencamp, Neil Young, Dave Matthews, Jason Mraz, Jamey Johnson, Jakob Dylan, Lukas Nelson & Promise of the Real, Will Dailey & the Rivals, Billy Joe Shaver, Robert Francis, Ray Price, Rebecca Pidgeon, Hearts of Darkness, John Trudell, The Blackwood Quartet. |
| Farm Aid 2012                        | 22 de septiembre de 2012 | Hershey (Pennsylvania)       | Hersheypark Stadium              | Willie Nelson, John Mellencamp, Neil Young, Kenny Chesney, Dave Matthews & Tim Reynolds, Jack Johnson, ALO, Pegi Young & The Survivors, Lukas Nelson & Promise of the Real, Grace Potter & the Nocturnals, Dale Watson. |
| Farm Aid 2013                        | 21 de septiembre de 2013 | Saratoga Springs, New York   | Saratoga Performing Arts Center  | Willie Nelson, Pete Seeger, John Mellencamp, Neil Young, Amos Lee, Dave Matthews & Tim Reynolds, Jack Johnson, Jamey Johnson, Kacey Musgraves, Toad the Wet Sprocket, Sasha Dobson, Carlene Carter, Lukas Nelson & Promise of the Real, Will Dailey, Bahamas, Pegi Young & The Survivors, Jesse Lenat, Insects vs Robots, The Blackwood Quartet. |
| Farm Aid 2014                        | 13 de septiembre de 2014 | Raleigh (Carolina del Norte) | Walnut Creek Amphitheatre        | Willie Nelson, John Mellencamp, Neil Young, Dave Matthews & Tim Reynolds, Jack White, Preservation Hall Jazz Band, Jamey Johnson, Delta Rae, Carlene Carter, Pegi Young & The Survivors, Lukas Nelson & Promise of the Real, Insects vs Robots. |
| Farm Aid 2015                        | 19 de septiembre de 2015 | Chicago (Illinois)           | FirstMerit Bank Pavilion         | Willie Nelson, John Mellencamp, Neil Young, Dave Matthews & Tim Reynolds, Imagine Dragons, Jack Johnson, Kacey Musgraves, Old Crow Medicine Show, Mavis Staples, Lukas Nelson & Promise of the Real, Holly Williams, Insects vs Robots, Blackwood Quartet. |